# Doom WAD
Doom WAD-filer indeholder baner, sprites og musik til Doom-computerspillene. WAD står for "Where's All the Data?". Der findes 2 slags WAD-filer: PWAD-filer og IWAD-filer. IWAD-filer indeholder den data der er nødvendig til at indlæse spillet. PWAD står for "Patch WAD", og kan kun fungere med en IWAD-fil også. En PWAD-fil indeholder ekstra data som f.eks. hjemmelavede baner, og er ikke nødvendig for at køre Doom. Doom indeholder "doom.wad" og Doom II indeholder "doom2.wad".
Da id Software udviklede Doom, var de klar over, at mange havde prøvet at lave modifikationer til deres tidligere spil Wolfenstein 3D. Men det var besværligt at lave modifikationer til spillet. John Carmack ville designe Doom, så det blev let at udvide. Derfor blev spildata som f.eks. baner, grafik, lydeffekter og musik lagt separat fra motoren. De blev lagt i WAD-filen.

## Tredjeparts WAD-filer
Følgelig er der blevet udarbejdet utallige tredjeparts WAD-filer, som man kan finde på internettet og starte op i DOOM/DOOM II. Programmet indlæser både den originale DOOM.WAD-fil og de evt. ekstra WAD-filer man har "anvist", så de "nye" WAD-filer behøver ikke erstatte alt hvad der ligger i den originale WAD-fil. De fleste tredjeparts WAD-filer indeholder "kun" en eller flere nye baner, mens visse andre filer sætter nye lydeffekter og/eller ny grafik på det originale spil. Nogle WAD-filer indeholder både nye baner, grafik og lyde, men de erstatter så godt som aldrig hele indholdet i DOOM/DOOM2.WAD.
Både DOOM og DOOM2 bruger WAD-filer, men en WAD til brug med DOOM 2 kan ikke bruges med det første DOOM-spil, og omvendt. Dertil har ID Software frigivet kildekoden til Dooms motor, hvilket har medført at en række nye, forbedrede tredjeparts-udgaver af spillets motor er blevet udviklet og frigivet: Visse WAD-filer er lavet specifikt til en af disse nye versioner og kan ikke køre på det originale DOOM II. Tredjeparts WAD-filer leveres derfor ofte sammen med en lille tekstfil, der bl.a. fortæller hvilken version af DOOM, WAD-filen er lavet til, og hvilke baner, grafikelementer og lyde den erstatter.